# 仁科百香
仁科 百香（にしな ももか、1981年7月15日 -  ）は兵庫県出身のタレント、モデルである。
所属事務所はフロンティアコーポレーション
→シャノワール。

## 人物
- 学歴は芦屋学園中学校・高等学校→芦屋学園短期大学[3]。
- 主に関西を中心に、1998年頃からレースクイーン、イベントコンパニオン、ブライダルモデル、キャンペーンガールとして活動している。
- 妹は元ワンエイトプロモーション所属のレースクイーンである水谷さくら[4]。
- 趣味：旅行、編み物
- 特技：琴、三味線、茶道

## 主な活動

### レースクイーン
- フォーミュラ・ニッポン
  - 「BE BRIDES」（1998年）
  - 「５ZIGEN」（1999年）
- 全日本GT選手権
  - 「GAINER」（2001年、2004年）
  - 「Team GAIKOKUYA」（2002年 - 2003年）
- スーパー耐久
  - 「アルファロメオ」（2001年）
  - 「F-SPORT BP ADVAN NSX」（2002年 - 2003年）
  - 「カルチャーショックレディー」（2008年最終戦のみ）
  - 「ターマックプロレーシング」（2012年）
  - 「DIJON Racing」（2014年第5戦鈴鹿のみ）
- スーパー耐久・SUPER GT
  - 「KUMHO TIRESキャンペーンガール」（2004年 - 2005年）
  - 「クスコ・ダンロップ スバル・インプレッサ」（2007年）
- 鈴鹿1000km
  - 「グリーンテック・ボクスターGT」（2006年）
- フランス　ル・マン
  - 「童夢」（2006年 - 2007年）
- 韓国　S耐久
  - 「トレイシースポーツ」（2007年）
- マカオグランプリ
  - 「J’sレーシング」（2007年）
- RUSHカップ　イメージガール（2009年）
- GT ASIA
  - 「クラフトユーラシアレーシング」（2013年）

### 車関係展示会
- 大阪オートメッセ
  - 「WALDブース」車横モデル（1999年）
  - 「アルテミスブース」ステージモデル（2003年）
  - 「ルシファークイーン」車横モデル（2004年）
  - 「SUBARU K2ギアブース」車横モデル（2006年 - 2009年、2012年）
- 東京オートサロン
  - 「5ZIGENブース」車横モデル（2000年）
  - 「SUBARU K2ギアブース」車横モデル（2008年）
- 東京モーターショー
  - 「BREMBOブース」コンパニオン（2001年）
  - 「アライヘルメットブース」ブースモデル（2003年）
  - 「アルファ・ロメオブース」コンパニオン（2007年）
- X5
  - 「プロテクターウエスト」車横モデル（2004年、2006年）
- 大阪モーターサイクルショー
  - 「アライヘルメットブース」コンパニオン（2005年 - 2009年）
- 大阪モーターショー
  - 「FIAT」受付・コンパニオン（2007年）
- 愛媛輸入車ショー　
  - 「アルファロメオ　ブース」モデル＆MC（2008年）
- 東京モーターサイクルショー、東京インポートカーショー
  - 「BREMBOブース」コンパニオン（2008年）

### その他展示会
- 世界陸上パーティー　受付（2007年）
- フォトストックモデル（2007年）
- 高島屋サングラスショー　モデル（2007年）
- ブライダルショー　ドレスモデル（2000年・2008年）
- ブライダル模擬挙式　モデル（2000年・2008年）
- ヘアショーモデル（2008年）
- 大津プリンスブライダルショー　着物モデル（2008年）
- 大津プリンスブライダル　広告・Web・パンフレットモデル（2008年）
- D-salon　広告モデル（2008年）

### イメージガール
- クラブディズニー　ポスター＆パンフレット　モデル
- 万博公園　パンフレット　モデル
- JT タバコキャンペンガール（2001年～2006年）
- BAT　タバコキャンペンガール（2006年～2008年）
- ジャックダニエル　キャンペンガール（2006年～2013年）
- サントリーナイトキャンペンガール（2006年～）
- ZIMA　キャンペンガール（2008年～）
- フィリップモリス　キャンペンガール（2009年～）

### ラウンドガール
- 格闘武道会ACCEL ラウンドガール（2012年～）

## 作品

### デジタル写真集
- 仁科百香 CD写真集（2007年12月、有限会社ケンワークス）